# Théorème des valeurs intermédiaires
Pour les articles homonymes, voir TVI et Bolzano (homonymie).

Si est une fonction continue sur l'intervalle, alors elle prend toutes les valeurs comprises entre et au moins une fois.
Ici la valeur est prise trois fois.

En mathématiques, le théorème des valeurs intermédiaires (abrégé en TVI), parfois appelé théorème de Bolzano, est un résultat important d'analyse sur les fonctions continues sur un intervalle. Il indique que si une fonction {\displaystyle f} est continue sur un intervalle {\displaystyle [a,b]}, alors elle  prend toutes les valeurs intermédiaires entre {\displaystyle f(a)} et {\displaystyle f(b)}.
Ce théorème assure, dans certains cas, l'existence de solutions d'équations. Il constitue la base de techniques de résolution approchées comme la méthode de dichotomie. De plus, il est utilisé pour prouver d'autres théorèmes de continuité, tels que le théorème de la bijection.
Longtemps considéré comme évident, les premières tentatives de démonstration reposent essentiellement sur l'intuition géométrique. Bolzano est le premier à essayer de le démontrer sans utiliser l'intuition géométrique, mais il faudra attendre la fin du XIXe siècle et la construction des nombres réels pour avoir une démonstration entièrement rigoureuse.

## Approche intuitive

Profil de l'étape Pau-Hautacam du Tour de France 2008.

La 10e étape du Tour de France 2008 était une course cycliste de 156 km de long partant de Pau (altitude : 200 m) et arrivant à Hautacam (1 520 m).
Le profil de l'étape est une fonction définie sur l'intervalle {\displaystyle [0;156]} et à valeurs réelles. À tout nombre {\displaystyle x} de {\displaystyle [0;156]}, elle associe l'altitude du point situé à {\displaystyle x} kilomètres du départ. Puisque les altitudes s'échelonnent de 200 à 1 520 m, il paraît évident que les coureurs ayant terminé l'étape ont dû passer au moins une fois par toutes les altitudes intermédiaires, c'est-à-dire les altitudes entre 200 et 1 520 m. Par exemple, le coureur passera au moins une fois par l'altitude 1 000 m. Cependant, cette constatation s'appuie sur deux hypothèses :
- le parcours est un intervalle, ce qui suppose que l'espace est un « continuum » – les mathématiciens parlent d'espace connexe – c'est-à-dire qu'il n'y a pas de « trou » entre 0 et 156.
- la fonction altitude est continue, ce qui signifie qu'une variation infinitésimale du kilométrage entraîne une variation infinitésimale de l'altitude. En d'autres termes, un coureur ne peut pas se téléporter instantanément d'une altitude à une autre.

Remarquons que le raisonnement n'est plus valable si le profil n'est plus défini sur un intervalle, par exemple si l'on ne s'intéresse qu'aux points de contrôle marqués sur le graphique ci-contre : il se peut qu'aucun de ces points, si nombreux soient-ils, ne se trouve à 1 000 m d'altitude.
Le théorème des valeurs intermédiaires formalise ce raisonnement empirique.

## Le théorème des valeurs intermédiaires

### Définitions préliminaires
Comme vu dans l’approche intuitive, le théorème repose sur deux notions : la connexité et la continuité.
Dans {\displaystyle \mathbb {R} }, l’ensemble des nombres réels, les ensembles connexes correspondent aux intervalles. Un intervalle est l’ensemble des points contenus entre deux bornes. Par exemple l’intervalle {\displaystyle [a,b]} est l’ensemble des {\displaystyle x} tel que {\displaystyle a\leq x\leq b}. En fonction de si les bornes sont incluses dans l’intervalle, on distingue les intervalles fermés {\displaystyle [a,b]}, ouvert {\displaystyle ]a,b[} et semi-ouvert {\displaystyle [a,b[} ou {\displaystyle ]a,b]}.
Une fonction {\displaystyle f} est continue si à des variations infinitésimales de la variable {\displaystyle x} correspondent des variations infinitésimales de la valeur {\displaystyle f(x)}. Autrement dit il n’y a pas de « sauts » dans le graphe de la fonction.

### Énoncé
Théorème des valeurs intermédiaires — Pour toute application continue {\displaystyle f:[a,b]\to \mathbb {R} } et tout réel {\displaystyle u} compris entre {\displaystyle f(a)} et {\displaystyle f(b)}, il existe au moins un réel {\displaystyle c} compris entre {\displaystyle a} et {\displaystyle b} tel que {\displaystyle f(c)=u}.

Illustration de l'énoncé pour

Ce théorème se généralise sur un intervalle ouvert {\displaystyle ]a,b[}. Si {\displaystyle f} admet une limite en {\displaystyle a} et {\displaystyle b} alors pour tout réel {\displaystyle u} strictement entre ces limites, il existe au moins un réel {\displaystyle c\in \,]a,b[} tel que {\displaystyle f(c)=u}.
Plus généralement, les connexes de {\displaystyle \mathbb {R} } étant exactement les intervalles, {\displaystyle f(I)} est un intervalle et donc :

Pour toute fonction {\displaystyle f} définie et continue sur un intervalle {\displaystyle I} de {\displaystyle \mathbb {R} } et à valeurs réelles, l'image {\displaystyle f(I)} est un intervalle de {\displaystyle \mathbb {R} }.
Attention : Le théorème n'affirme pas que l'image de l'intervalle {\displaystyle [a,b]} par {\displaystyle f} est l'intervalle {\displaystyle [f(a),f(b)]}. C'est faux, comme le montre le contre-exemple de la fonction {\displaystyle f=\sin } avec {\displaystyle a=0} et {\displaystyle b=\pi }; dans ce cas, {\displaystyle f([a,b])=[0,1]}mais {\displaystyle [f(0),f(\pi )]=\{0\}}.
Un cas particulier est le théorème de Bolzano.
Théorème de Bolzano — Si {\displaystyle f(a)f(b)\leq 0}, il existe au moins un réel {\displaystyle c\in [a,b]} tel que {\displaystyle f(c)=0}.
En effet « {\displaystyle f(a)f(b)\leq 0} » signifie que {\displaystyle 0} est compris entre {\displaystyle f(a)} et {\displaystyle f(b)}.

### Réciproque
Il n’y a pas de réciproque au théorème contrairement à ce qu’on a longtemps pensé (voir la section Histoire). Un contre-exemple est donné par la fonction {\displaystyle f:\mathbb {R} \to \mathbb {R} } définie par :
Cette fonction n'est pas continue en {\displaystyle 0} mais elle satisfait bien la propriété de la valeur intermédiaire pour chaque couple de réels. Il existe même des fonctions discontinues en tout point et vérifiant quand même la propriété de la valeur intermédiaire, comme la fonction de Conway en base 13.
Cependant il y a équivalence entre :
1. {\displaystyle f} est continue sur {\displaystyle [a,b]}
2. Pour tout sous-intervalle {\displaystyle [c,d]} inclus dans {\displaystyle [a,b]} et tout y élément de {\displaystyle [f(c),f(d)]}, l'ensemble {\displaystyle \{x\in [c,d],f(x)=y\}} est une partie non vide et fermée de {\displaystyle [a,b]}[5].

En particulier si elle ne prend chaque valeur qu'un nombre fini de fois, alors il y a équivalence de la propriété de la valeur intermédiaire avec la continuité.

## Démonstrations
Le théorème des valeurs intermédiaires fait partie des théorèmes dits d'existence. Cependant, il n'existe pas de démonstration générale constructive de cette existence.
Nous donnons ci-dessous deux démonstrations. La première est courte mais s'appuie sur une théorie plus élaborée : la topologie. La seconde est basée sur la méthode de dichotomie et peut, dans une certaine mesure, être mise en œuvre numériquement.
Le théorème repose sur la complétude de {\displaystyle \mathbb {R} }. La démonstration originale de Bolzano et celle topologique utilisent la propriété de la borne supérieure de {\displaystyle \mathbb {R} }, et celle par dichotomie utilise le théorème des fermés emboîtés.
Dans {\displaystyle \mathbb {Q} }, l'ensemble des nombres rationnels, le théorème est faux. Un contre-exemple, la fonction {\displaystyle f:x\mapsto x^{2}-2} de {\displaystyle \mathbb {Q} } dans {\displaystyle \mathbb {Q} } est continue sur {\displaystyle [0,2]} et vérifie {\displaystyle f(0)=-2} et {\displaystyle f(2)=2}. Cependant, il n'y a pas de nombre rationnel {\displaystyle x} tel que {\displaystyle f(x)=0}.

### Démonstration topologique
La topologie fournit une démonstration en quelques lignes grâce à ces deux propriétés : 

Les connexes de ℝ sont les intervalles.

L'image d'un connexe par une fonction continue est un connexe.
L'ensemble de départ est donc un connexe et son image par {\displaystyle f} est donc un intervalle, ce qui démontre le théorème.
Mais derrière cette apparente simplicité se cachent des résultats qu'il faut avoir démontrés au préalable, comme le fait que tout intervalle de ℝ est connexe, démonstration du même ordre de difficulté que celle du théorème des valeurs intermédiaires.

### Démonstration par dichotomie

Illustration de la démonstration par dichotomie.On construit par récurrence une suite de segment de plus en plus « fin ».

Le principe consiste à couper le segment de départ en deux et à conserver l'intervalle où l'on sait que se trouve une solution. On recommence ensuite en coupant en deux le segment conservé, etc. On obtient ainsi une suite de segment emboîtés, et le théorème des fermés emboîtés nous assure de trouver une solution.
Cette méthode nous donne aussi un encadrement de la valeur cherchée, voir la section « Méthode de dichotomie ».

## Applications
Le théorème des valeurs intermédiaires est souvent utilisé pour montrer l'existence de solutions d’une équation, notamment l’existence de points fixes d'une fonction. Il permet aussi de démontrer d’autres théorèmes d'analyse, comme le théorème de la bijection ou celui affirmant que l'image d’un segment est un segment.

### Méthode de dichotomie
La démonstration par dichotomie se traduit facilement sous forme algorithmique. À chaque itération, on divise l’intervalle {\displaystyle [a_{n},b_{n}]} en 2, puis on s’arrête quand sa longueur {\displaystyle (b-a)/2^{n}} est inférieure à la précision demandée,.
Par ailleurs, la méthode de dichotomie ne permet de trouver qu'une seule valeur. Le fait d'éliminer tout un intervalle à chaque étape risque d'éliminer d'autres solutions. De plus, sa convergence n'est que linéaire[réf. nécessaire] : la précision n'augmente que d'un facteur 2 à chaque itération. D'autres méthodes comme la méthode de Newton ont une meilleurs efficacité.
L'avantage de la méthode est sa simplicité et qu'elle nécessite peu d'hypothèse : il suffit que {\displaystyle f} soit continue et que {\displaystyle f(a)} et {\displaystyle f(b)} soient de signes opposés.

### Théorème de la bijection
Un corollaire important est le théorème de la bijection : en supposant la fonction strictement monotone en plus de continue, {\displaystyle f} induit une bijection de {\displaystyle I} dans {\displaystyle f(I)}. Cette bijection est même un homéomorphisme, c'est-à-dire que la bijection réciproque est également continue.
Ce théorème nous assure que des fonctions comme {\displaystyle {\sqrt {\,\cdot \,}}} ou {\displaystyle \arcsin } sont bien définies.

### Existence de point fixe
Si {\displaystyle f,g} sont continues sur un intervalle {\displaystyle [a,b]} de {\displaystyle \mathbb {R} } et si {\displaystyle f(a)-g(a)} et {\displaystyle f(b)-g(b)} sont de signes contraires, alors il existe au moins un {\displaystyle c} tel que {\displaystyle f(c)=g(c)}. En particulier, en considérant la fonction   {\displaystyle g:x\mapsto x}, on peut montrer que {\displaystyle f} a au moins un point fixe.

### Racine des polynômes de degré impair
Si {\displaystyle P} est un polynôme de degré impair à coefficients réels, alors les limites de {\displaystyle P} en {\displaystyle +\infty } et {\displaystyle -\infty } sont infinies et opposées (car {\displaystyle P} est de degré impair) l’une de l’autre. Donc {\displaystyle 0} est une valeur intermédiaire et comme les fonctions polynomiales sont continues, il existe {\displaystyle c} tel que {\displaystyle P(c)=0} par le théorème des valeurs intermédiaires. Ainsi tout polynôme réel de degré impair a au moins une racine réelle.

## Histoire
Bryson d'Héraclée (en) proposa dès le Ve siècle av. J.-C., un théorème proche de celui des valeurs intermédiaires pour essayer de résoudre la quadrature du cercle.

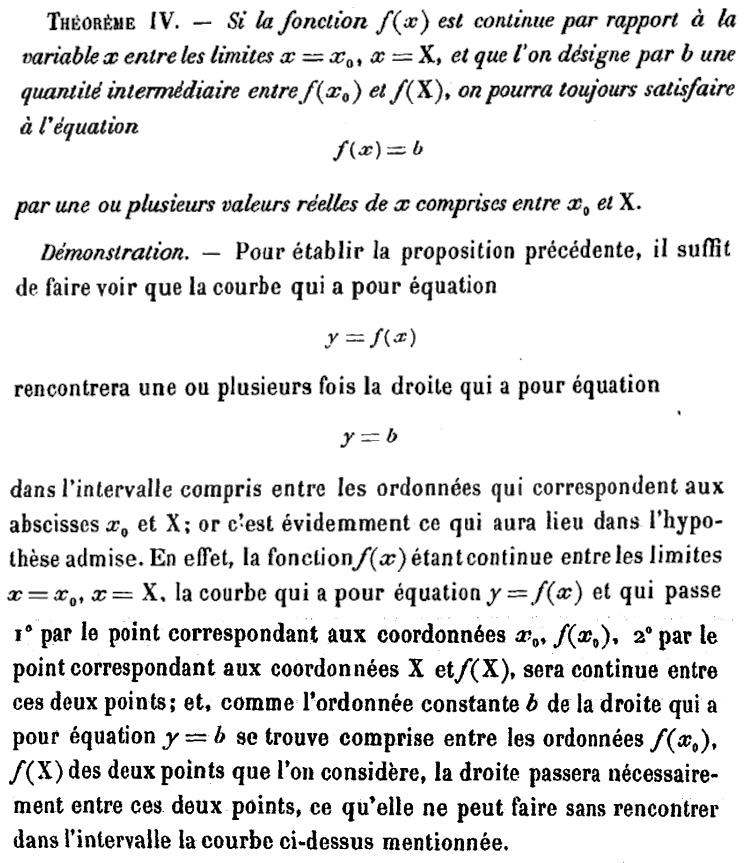
Énoncé et démonstration du théorème dans le Cours d'Analyse de Cauchy (1821).

Au XVIIe siècle plusieurs mathématiciens essayent de justifier le théorème. Cependant la notion de fonction venait à peine de naître et celle de continuité n'était encore qu'intuitive.
En 1817, Bolzano publie un article où il essaye de démontrer le théorème sans utiliser des « évidences géométriques ». Pour lui :

« II n'y a absolument rien à objecter ni contre la justesse ni contre l'évidence de ce théorème géométrique. Mais il est tout aussi manifeste qu'il y a là une faute intolérable contre la bonne méthode, faute qui consiste à vouloir déduire les vérités mathématiques pures (ou générales) - c'est-à-dire de l'arithmétique, de l'algèbre ou de l'analyse - des considérations qui appartiennent à une partie appliquée (ou spéciale) seule, à savoir la géométrie. »

— Bernard Bolzano
Sa démonstration le poussera à définir la notion de fonction continue et démontrer que {\displaystyle \mathbb {R} } a la propriété de la borne supérieure. Cependant sa définition reste floue et correspond plus à celle de continuité uniforme. De plus, une démonstration rigoureuse de la propriété de la borne supérieure dans {\displaystyle \mathbb {R} } n'est possible qu'en définissant rigoureusement l'ensemble des nombres réels, ce qui ne sera fait qu’une cinquantaine d’année plus tard.
Dans son Cours d'Analyse de l'École royale polytechnique publié en 1821, Cauchy donne un énoncé du théorème des valeurs intermédiaires comme le théorème IV du chapitre II, puis il en donne une démonstration. Mais contrairement à Bolzano, Cauchy s'appuie sur des propriétés géométriques considérées comme évidentes qu'il ne prouve pas.
On a longtemps pensé que la réciproque était vraie, et que la propriété des valeurs intermédiaires caractérisait les fonctions continues. Ce n’est qu’en 1875 que Darboux en donna un contre-exemple dans son article Mémoire sur les fonctions discontinues,.

## Généralisations

### Théorème de Darboux
Le théorème de Darboux généralise celui des valeurs intermédiaires aux fonctions dérivées. Ainsi si {\displaystyle f} est dérivable sur un intervalle {\displaystyle I}, {\displaystyle f'(I)} est un intervalle.
Des fonctions comme la dérivée de {\displaystyle x\mapsto x^{2}\sin(1/x)} (c'est-à-dire {\displaystyle x\mapsto 2x\sin(1/x)-\cos(1/x)}, complétée par {\displaystyle 0\mapsto 0}), vérifient donc la propriété des valeurs intermédiaires sans être continues en {\displaystyle 0}.

### Théorème de Poincaré-Miranda
Le théorème suivant généralise le théorème des valeurs intermédiaires, plus précisément la formulation de Bolzano, dans un cube de dimension {\displaystyle n}.

Soit {\displaystyle f=(f_{1},\dots ,f_{n}):[-1,1]^{n}\to \mathbb {R} ^{n}} une application continue telle que {\displaystyle f_{i}} est strictement positive quand {\displaystyle x_{i}=1} et {\displaystyle f_{i}} est strictement négative quand {\displaystyle x_{i}=-1}. Alors il existe un point où {\displaystyle f} s'annule.
Henri Poincaré l'a annoncé en 1883 puis démontré en 1886, mais ce n'est qu'en 1940 que Carlo Miranda (it) a remarqué qu'il équivaut au théorème du point fixe de Brouwer.
En prenant {\displaystyle n=1} dans ce théorème, on obtient bien le théorème de Bolzano.

### Sur un espace topologique quelconque
Soit {\displaystyle E} un espace topologique connexe et {\displaystyle f:E\to \mathbb {R} } une application continue. Le « théorème des valeurs intermédiaires généralisé » dit que l'image {\displaystyle f(E)} est un intervalle.
On retrouve l'énoncé sur {\displaystyle \mathbb {R} } à partir de l'énoncé général à condition d'avoir démontré au préalable que tout intervalle réel est connexe (voir supra).